# Ісіоло
0°21′00″ пн. ш. 37°35′00″ сх. д. / 0.35° пн. ш. 37.583333333333° сх. д.
Ісіоло — місто та столиця округу Ісіоло, в Кенії. Географічно вважається центром країни. Він розташований за 285 км на північ від столиці Найробі. Місто виросло навколо місцевих військових таборів. Значну частину населення складають сомалійці, борана та амеру, а також групи меншин, зокрема туркана та самбуру. За оцінками, населення міста становить 78 250 осіб , більшість з яких живуть на околицях міста. Останніми роками спостерігалося постійне зростання міського населення, особливо переміщення з таких віддалених міст, як Мояле, Марсабіт і Мандера. Місто Ісіоло нещодавно набуло статусу курортного міста, заробляючи на популярних заповідниках Самбуру та Шаба. Ісіоло лежить уздовж дороги А2, що веде на північ країни до Марсабіту та Мояле.

## Огляд
Isiolo має стати основною частиною плану економічного розвитку Кенії «Бачення 2030». План передбачає, що Ісіоло стане туристичним центром, із казино, готелями, магазинами, сучасним аеропортом і транспортною мережею. Ісіоло також буде транспортним вузлом.
Ісіоло відомий своїм великим ринком, та виробництвом ювелірних виробів з латуні, міді та алюмінію. Місто Ісіоло також є транспортним вузлом до північного прикордонного міста Мояле. Вантажівки до Мояле та з нього роблять зупинки, сприяючи розвитку готельного бізнесу в центрі міста. Національні заповідники Самбуру, Баффало-Спрінгс і Шаба розташовані на північ від міста, заповідник Лева-Даунс  розташований на південь від Ісіоло, Національний парк Меру розташований на північному сході від міста.
Місто є релігійно різноманітним з майже рівною кількістю християнського та мусульманського населення. Мечеть Джамія та дві дзвіниці католицької церкви є одними з визначних пам’яток міста Ісіоло.
Місто має жаркий клімат, всередині міста є алеї дерев, які створюють тінь. У червні-серпні в місті дмуть сильні сухі вітри і, як правило, дуже пильно.

## Транспорт
Через Ісіоло проходить трансафриканський автомобільний шлях — шосе Каїр — Кейптаун. Кенійська ділянка цієї дороги від Найробі до кордону з Ефіопією позначена A2. Місто обслуговує аеропорт Ісіоло, який був модернізований до міжнародного аеропорту для обслуговування туризму та місцевого експорту.